# Karitaake Tewaaki
Karitaake Tewaaki (* 1. Dezember 1997) ist eine kiribatische Sprinterin.

## Biografie
Karitaake Tewaaki nahm an den Olympischen Sommerspielen 2016 in Rio de Janeiro teil. In ihrem Vorlauf über 100 Meter schied sie vorzeitig aus.